# Мур, Кит Леон
Кит Лео́н Мур (англ. Keith L. Moore; 5 октября 1925, Брантфорд, Онтарио, Канада) — канадский анатом и эмбриолог.

## Биография
Родился 5 октября 1925 года в Брантфорде в семье пресвитерианского пастора Джеймса Х. Мура и Гетруды М. Маккомби.
В 1932—1938 годах учился в Уэлльстаунской государственной школе, в 1938—1939 годах Даттонской старшей школе, а в 1939—1944 годах в Стратфордском коллегиальном профессиональныом институте (англ. Stratford Collegiate Vocational Institute).
В 1944—1946 годах служил парамедиком на Королевском канадском военно-морском флоте. В 1950—1956 годах являлся капитаном авиации Королевских военно-воздушных сил Канады.
В 1949 году получил бакалавра гуманитарных наук в Университет Западного Онтарио, в 1951 году там же получил магистра естественных наук защитив под научным руководством Мюррея Барра диссертацию по теме «Морфология ядер нервных клеток у млекопитающих» (англ. The Morphology of the Nerve Cell Nucleus in Mammals), а в 1954 году под научным руководством Барра защитил докторскую диссертацию по теме «Морфология ядра в тканях человека в зависимости о пола», став доктором философии по микроскопической анатомии.
В 1951—1953 годах — лаборант в анатомическом театре, в 1954—1956 годах — преподаватель микроскопической анатомии медицинского факультета Университета Западного Онтарио.
В 1956—1959 годах — ассистент-профессор, в 1959—1965 годах — ассоциированный профессор, в 1965—1976 годах профессор и заведующий кафедрой анатомии медицинского факультета Манитобского университета. В 1967—1971 годах председатель факультетского Комитета по уходу за животными. В 1966—1976 годах — член Сената Манитобского университета, где в 1969—1976 годах являлся председателем комитета по регламенту, а в 1970—1976 годах — членом исполнительного комитета
В 1959—1976 года работал консультантом по анатомии в Виннипегской детской больнице.
В 1976—1991 годах — профессор, в 1991—2004 годах — профессор-эмерит отделения анатомии кафедры хирургии медицинского факультета Торонтского университета. Также 1976—1985 годах был заведующим кафедрой анатомии и в 1984—1989 годах заместителем декана факультета. В 1977—1991 годах был членом исполнительного комитета факультета последипломное образование. В 1979—1982 годах — член исследовательского совета Торонтского университета. В 1983—1985 годах — член комитета старшего советника декана. В 1985—1988 годах — член планового подкомитета управляющего совета Торонтского университета. В 1985—1989 годах — член Совета по кадровой политике Торонтского университета.

## Научная деятельность
Один из основателей Американской ассоциации клинических анатомов и в 1989—1991 годах её президентом.
В 1960—1990 годах член редакционно-издательского совета научного журнала Acta Cytologica.
В 1961—1965 годах член консультационного совета Международной академии гинекологической цитологии.
В 1962—1965 и 1967—1969 годах — член Совета, в 1962—1965 годах — член программного комитета и в 1970—1971 годах занимал должность председателя Совета директоров Канадской федерации биологических обществ. В 1974—1975 годах — председатель местного комитета организации.
В 1962—1965 годах — секретарь, в 1969—1970 годах — член Совета, в 1966—1968 годах — вице-президент и в 1968—1970 годах — президент Канадской ассоциации анатомов.
В 1966—1976 годах — член премиального комитета Исследовательского института Виннипегской клиники.
В 1970—1976 годах член научного наблюдательного совета виннипегского Центра наук о здравоохранении.
В 1976—1985 годах — член Американской ассоциации заведующих кафедрами анатомии.
В 1987—1989 годах — член Международного организационного комитета морфологических наук.
С 1988 года — заместитель главного редактора по клинической анатомии и член редакционной коллегии медицинского научного журнала Clinical Anatomy.
В 1989—2009 годах — член, 1989—1994 годах — заместитель председателя Федеративного международного комитета по анатомической терминологии.
В 1989—1994 годах — заместитель председателя Международной федерации ассоциаций анатомов.
В 1991 году выступил в качестве президента X международного Симпозиума по морфологическим наукам, прошедшего в Торонто.
Выступал в качестве научного консультанта по эмбриологии Дорландского иллюстрированного медицинского словаря (2003 год — 28-е, 2006 год — 30-е издание), Стедманского медицинского словаря для специалистов здравоохранения и сестринского дела (2005 год — 5-е издание) Стедманского медицинского словаря (2006 год — 28-е издание).
В 2006 году был приглашён в качестве докладчика в Афины на 25-й Всегреческий хирургический конгресс.
В выступал в качестве приглашённого профессора анатомии: в 1990 году в Киотском университете и Школе дантистов в Нагоя; в 1992 году на медицинском факультете Флоридского университета, медицинском факультете Южно-Флоридского университета и медицинских школах Китая в Пекине, Ченду, Чон Чинге и Ухане; в 1992—2000 года на кафедре анатомии медицинского факультета Торонтского университета; в 1994 году в Медицинской школе Мехарри; в 2001 году в Медицинской школе клиники Майо; в 2007 году на медицинском факультете Техасского университет и в Медицинский колледж имени Альберта Эйнштейна. Кроме того в качестве приглашённого профессора анатомии выступал в 2008—2009 годах в Бразилии, Турции и Эквадоре.

### Эмбриология в Коране
В 1980 году получил приглашение приехать в Саудовскую Аравию для чтения лекций по анатомии и эмбриологии в Университете короля Абдул-Азиза. Находясь здесь Мур получил предложение от эмбриологического комитета университета принять участие в толковании некоторых аятов Корана и высказываний в хадисах вероятно имеющих отношение к репродукции человека и внутриутробному развитию. Итогом трёхлетнего сотрудничества стала совместная книга Мура и главы Комиссии по научным знамениям в Коране и Сунне шейха Абдула Маджида аль-Зиндани «Развивающийся человек: клинически направленная эмбриология с исламскими дополнениями», а также сборник статей «Развитие человека в свете Корана и Сунны» составленный на основе докладов Мура и других учёных и исследователей, сделанных в 1980-е годы на различных международных конференциях в Дакаре, Исламабаде, Каире и Эр-Рияде.
С этого времени он стал горячим поборником идеи того, что раз в Коране содержится вся полнота точных научных данных касающихся внутриутробного развития человека, то значит он действительно является божественным откровением.
Так в видеозаписи «Священный Коран: ведущие учёные говорят о научных чудесах в Коране» Мур с большим воодушевлением рассказывал об итогах работы комиссии, членом которой он был: «Для меня совершенно очевидно, что эти сообщения [в Коране о развитии человека] должны были быть ниспосланы Мухаммеду от Бога или Аллаха, потому что всё это знание не было открыто даже много веков спустя. Это убеждает меня, что Мухаммед должен был быть пророком Бога или Аллаха». При этом его слова сопровождались образами крохотного эмбриона мирно плавающего в околоплодных водах и закадровым мужским голосом зачитывающим выдержки из Корана.
Свои мысли в наиболее развёрнутом виде Мур в статье «Научное истолкование отсылок к эмбриологии в Коране», которая была опубликована в «Журнале Исламской медицинской ассоциации Северной Америки». В ней он в частности указывал, что согласно Корану (сура «Аз-Зумар», 6 аят) Аллах «творит вас в утробах ваших матерей, одним творением после другого в трёх мраках», и делает отсюда вывод о том, что когда речь идёт о «трёх мраках», то это место может быть истолковано, как передняя брюшная стенка, маточная стенка и амниохорионическая оболочка.
В 2002 году в интервью журналисту Wall Street Journal Дэниелу Голдену о своей работе Мур отметил, что «прошло уже десять или одиннадцать лет с тех пор как я занимался Кораном».

## Личная жизнь
В 1949 году женился на Марион Е. Макдермид. Имеет четырёх дочерей и одного сына, а также восемь внучек и одного внука.
В мае 1990 года выступая с лекцией в Иллинойсском университете в Чикаго, отвечая на вопрос о своём вероисповедании Мур отметил, что вырос в христианской семье и был воспитан своим отцом уважительно относиться ко всем религиозным традициям. Кроме того он указал на то, что, хотя и не является мусульманином, но признаёт, что у христиан и мусульман один Бог.

## Отзывы
В августе 2007 года в интервью казахстанской газете «Новое поколение» российская переводчица и мусульманский общественный деятель В. М. Порохова вспоминала:
У меня дома на Арбате сидел Кейт Мор — лауреат Нобелевской премии(Кейт Мур НЕ лауреат Нобелевской премии см. список Список лауреатов Нобелевской премии по физиологии или медицине) по медицине, англосакс, автор учебника по эмбриологии. И он мне сказал, что в Коране даётся Истина. И он принял ислам. И перечислил мне до десятка пунктов, почему он это сделал. Вот, например, его работа о развитии плода в матке. Он мне говорит: Лера, в Коране сказано: мы сотворили вас из капли смеси. Но он — эмбриолог и знает, что такое смесь, и стопроцентно знает, что сперматозоид однороден. Но нет! В 50-х годах стало известно, что сперматозоид есть смесь секрета шести желез. Но об этом уже сообщено в Коране! Смотрим дальше: из капли смеси, которая помещена в три мрака. Что такое три мрака? Известно, что матка женщины трёхслойна.
В ноябре 2010 года американский биолог, блогер и активист атеистического движения Пол Захари Майерс (являющийся, по оценке антрополога Лоринг Данфорт, «одним из самых стойких и непримиримых критиков Мура») в заметке в своём «широкочитаемом научном блоге» признавая Мура как человека написавшего самостоятельно или в соавторстве «несколько широко используемых учебников по анатомии и эмбриологии», которые оценил как «хорошие и полезные книги!», в то же время осудил его сотрудничество с эмбриологическим комитетом Университета короля Абдул-Азиза назвав Мура «идиотом» публикующим «смехотворные утверждения» о том, что в Коране содержатся сведения имеющие божественное происхождение, поскольку убеждён, что «древние священные книги это источники лжи и дезинформации, а не наука». Также он посчитал «безумием» попытку «отбросив все знания, которые мы имеем о строении и внешности настоящего эмбриона, который не является разжёванным кусочком» отождествить, на основании перевода арабского слова «мудга» как «нечто, похожее на разжеванную массу», внешний вид эмбриона с жевательной резинкой. По его мнению это «парейдолия», которая направлена на то, чтобы «отбросить подлинные научные данные ради поддержки бесполезных суеверий». Кроме того он отметил, что хотя ранее возможно никто не слышал о Муре, но «я регулярно получаю электронную почту от мусульман, говорящих мне, что, являясь биологом развития, я обязан следовать за исламом из-за вот такого понимания эмбриологии, которого не существует».
В 2016 году Лоринг Данфорт в монографии «Пересекая Королевство: портреты Саудовской Аравии» в свою очередь назвала Мура «автором нескольких высокоавторитетных анатомических учебников» и определила его  как «живой пример исламского конкордизма — западного учёного, приложившего все усилия для достижения целей Комиссии по научным знамениям в Коране и Сунне». Кроме того она отметила, что изданная в 1983 году книга «Развивающийся человек: клинически направленная эмбриология с исламскими дополнениями» принесшая Муру известность в исламском мире настоящее время отсутствует даже в Британской библиотеке и Библиотеке Конгресса США, и особо указала на то, что эти «исламские дополнения к книге» сделал глава Комиссии шейх Абдула Маджида аль-Зиндани чьим большим почитателем был Усама бен Ладен, который слушая одно из выступлений аль-Зиндани проникся идеями конкордизма и, когда настало время, выделил денежные средства необходимые для издания этой книги Мура.

## Награды
- Медаль Бриллиантового юбилея королевы Елизаветы II (2012)[13]

## Научные труды

### Монографии
- Moore K. L. Teaching Slides in Human Embryology. — Philadelphia: W. B. Saunders Company[англ.], 1973. — 150 p.
- Moore K. L. The Developing Human. Clinically Oriented Embryology. — Philadelphia: W. B. Saunders Company[англ.], 1973. — 374 p. (также издана на испанском, португальском и французском языках).
- Moore K. L. Before We are Born. Basic Embryology and Birth Defects. — Philadelphia: W. B. Saunders Company[англ.], 1974. — 245 p.
- Moore K. L. Study Guide and Review Manual of Human Embryology. — Philadelphia: W. B. Saunders Company[англ.], 1975. — 286 p.
- Moore K. L., Nathaniel E. J. H., Hoshino K., Persaud T. V. N., Gibson M. H. L. Study Guide and Review Manual of Human Anatomy. — Philadelphia: W. B. Saunders Company[англ.], 1976. — 355 p.
- Moore K. L. Before We Are Born. Basic Embryology and Birth Defects. Revised reprint. — Philadelphia: W. B. Saunders Company[англ.], 245 p.
- Moore K. L. Teaching Slides in Human Embryology. 2nd ed. — Philadelphia: W. B. Saunders Company[англ.], 1977. — 150 p.
- Moore K. L. The Developing Human. Clinically Orientated Embryology, 2nd ed. — Philadelphia: W. B. Saunders Company[англ.], 1977. — 404 p.. (также издана на испанском, итальянском, китайском, немецком, португальском и японском языках)
- Moore K. L., Bertram E. G., Barr M. L. Study Guide and Review Manual of Human Nervous System. — Philadelphia: W. B. Saunders Company[англ.], 1979. — 318 p.
- Moore K. L., Nathaniel E. J. H., Hoshino K., Persaud T. V. N., Gibson M. H. L. Study Guide and Review Manual of Human Anatomy (Revised reprint) — Toronto: W. B. Saunders Company of Canada[англ.], 1980. — 356 p.
- Moore K. L. Teaching Slides in Clinically Orientated Anatomy. — Baltimore: Williams and Wilkins Company, 1980. — 120 p.
- Bertram E. G., Moore K. L. Atlas of Human Neuroanatomy. 2nd ed. — Philadelphia: W. B. Saunders Company[англ.], 1982. — 286 p.
- Moore K. L. Study Guide and Review Manual of Human Embryology. 2nd ed. — Philadelphia: W. B. Saunders Company[англ.], 1982. — 479 p. (также опубликовано на испанском, итальянском, китайском, немецком, португальском, французском и японском языках).
- Moore K. L. Before We Are Born. Basic Embryology and Birth Defects. 2nd ed. — Philadelphia: W. B. Saunders Company[англ.], 1983. — 282 p. (также опубликовано на испанском и португальском).
- Moore K. L., Bertram E. G., Barr M. L. Study Guide and Review Manual of the Human Nervous System. 2nd ed. — Philadelphia: W. B. Saunders Company[англ.], 1985. — 279 p.
- Moore K. L. Clinically Orientated Anatomy. 2nd ed. — Baltimore: Lippincott Williams and Wilkins[англ.], 1985. — 1101 p. (также опубликовано на испанском и португальском).
- Moore K. L. Study Guide and Self- Examination Review for Moore’s Clinically Orientated Anatomy. — Baltimore: Lippincott Williams and Wilkins[англ.], 1986. — 231 p.
- Moore K. L. Study Guide and Review Manual of Human Embryology, 3rd ed. — Philadelphia: W. B. Saunders Company[англ.], 1988. — 247 p.
- Moore K. L. Essentials of Human Embryology. — Toronto: B. C. Decker Inc., 1988. — 195 p. (также опубликовано на испанском и немецком).
- Moore K. L. Before We Are Born, Basic Embryology and Birth Defects, 3rd ed. — Philadelphia: W. B. Saunders Company[англ.], 1989. — 306 p. (также опубликовано на греческом, испанском и португальском языках).
- Moore K. L. Clinically Orientated Anatomy. 3rd ed. — Baltimore: Lippincott Williams and Wilkins[англ.], 1992 (также опубликована на испанском и португальском языках).
- Persaud T. V. N., Moore K. L. Teratologie. Jena: Gustav Fischer Verlag[нем.], 1992.
- Moore K. L., Persaud T. V. N. The Developing Human, Clinically Orientated Embryology, 5th ed. — Philadelphia: W. B. Saunders Company[англ.], 1993. — 493 p. (также опубликовано на испанском, итальянском, китайском, корейском, немецком, португальском, турецком и японском языках).
- Moore K. L., Persaud T. V. N. Before we Are Born. Basic Embryology and Birth Defects 4th ed. — Philadelphia: W. B. Saunders Company[англ.], 1993. — 354 p.
- Moore K. L., Persaud T. V. N. Study Guide and Review Manual of Human Embryology 4th ed. — Philadelphia: W. B. Saunders Company[англ.], 1993. — 174 p.
- Moore K. L., Persaud T. V. N. Slide set. The Developing Human, Clinically Orientated Embryology, 5th ed. — Philadelphia: W. B. Saunders Company[англ.], 1993.
- Moore K. L., Persaud T. V. N., Shiota K. Color Atlas of Clinical Embryology. — Philadelphia: W. B. Saunders Company[англ.], 1994. — 252 p.
- Moore K. L., AgurA. M. R. Essential Clinical Anatomy. Baltimore: Lippincott Williams and Wilkins[англ.], 1995. — 476 p. (также опубликована на китайском, корейском, португальском и японском языках).
- Moore K. L., Persaud T. V. N. The Developing Human. Clinically Orientated Embryology. 6th ed. — Philadelphia: W. B. Saunders Company[англ.], 1998. — 563 p. (также опубликована на испанском, итальянском, немецком, китайском, корейском, португальском, тайском, турецком и японском языках).
- Moore K. L., Persaud T. V. N. Before we Are Born. Essentials of Embryology, 5th ed. — Philadelphia: W. B. Saunders Company[англ.], 530 p. (также опубликована на испанском и португальском языках).
- Moore K. L., Persaud T. V. N. Study Guide and Review Manual of Human Embryology, 5th ed. — Philadelphia: W. B. Saunders Company[англ.], 1998. — 174 p.
- Moore K. L., Dalley A F. Clinically Oriented Anatomy 4th ed. — Baltimore: Lippincott Williams and Wilkins[англ.], 1999. — 1100 p. (также опубликовано на испанском, итальянском, китайском, корейском, тайском, турецком, французском, чешском и японском языках).
- Moore K. L., Agur A. M. R. Essential Clinical Anatomy. 2nd ed. — Baltimore: Lippincott Williams and Wilkins[англ.], 2002. — 602 p. (также опубликовано на испанском, португальском и японском языках).
- Moore K. L., Persaud T. V. N. The Developing Human, Clinically Orientated Embryology, 6th ed. — Philadelphia: W. B. Saunders Company[англ.], 2003. — 560 p. (также опубликовано на испанском, итальянском, корейском, немецком, португальском, тайском, турецком, чешском и японском).
- Moore K. L., Persaud T. V. N. Before We Are Born. Essentials of Embryology and Birth Defects, 6th ed. — Philadelphia: W. B. Saunders Company[англ.], 2003. — 448 p. (также опубликовано на испанском, португальском и японском языках).
- Moore K. L., Persaud T. V. N. Study Guide and Review Manual of Human Embryology, 6th ed. — Philadelphia: W. B. Saunders Company[англ.], 2003.
- Moore K. L., Dalley A. F. Clinically Oriented Anatomy, 5th ed. — Baltimore: Lippincott Williams and Wilkins[англ.], 2006
- Moore K. L., Agur A. M. R. Essential Clinical Anatomy, 3rd ed. — Baltimore: Lippincott Williams and Wilkins[англ.], 2006.
- Dalley A. F., Moore K. L. Embryological and Surgical Anatomy of the Interhepatic and Extrahepatic Biliary Tract. / Karalliotas CC, Broelsch CE, Nagy AH (eds.). — Springerwien, New York: Liver and Biliary Tract Surgery, 2007
- Moore K. L., Persaud T. V. N. The Developing Human. Clinically Orientated Embryology, 8th ed. — Philadelphia: W. B. Saunders Company[англ.], 2008
- Moore K. L., Persaud T. V. N. Before We Are Born. Essentials of Embryology and Birth Defects, 7th ed. — Philadelphia: W. B. Saunders Company[англ.], 2009.
- Moore K. L., Dalley A. F., Agur A. M. R. Clinically Oriented Anatomy, 6th ed. — Baltimore: Lippincott Williams and Wilkins[англ.], 2009
- Moore K. L., Dalley A. F., Agur A. M. R. Essential Clinical Anatomy, 5th ed. — Baltimore: Lippincott Williams and Wilkins[англ.], 2010

### Статьи
- Moore K. L., Graham M. A., Barr M. Nuclear Morphology According to Sex in Nerve Cells of Several Species and in Various Organs of the Cat. // The Anatomical Record[англ.]. 1951. Vol. 109. P. 403.
- Moore K. L., Graham M. A., Prince R. H. Nuclear Morphology in Mammalian Somatic Cells. // The Anatomical Record[англ.]. 1952. Vol. 112. P. 364.
- Barr M. L., Moore K. L. Chromosomal Sex in Hermaphroditism. // The Anatomical Record[англ.]. 1953. Vol. 115. P. 279.
- Moore K. L., Graham M. A., Barr M. L. Biopsia Cutanea Para la Indicacion del Sexo Cromosomicao en el Hermafroditismo. // Revista Mensual de American Clinica. Vol. 23. P. 319.
- Moore K. L., Barr M. L. Morphology of the Nerve Cell Nucleus in Mammals, with Specific Reference to the Sex Chromatin. // Journal of Comparative Neurology[англ.]. Vol. 98. P. 213.
- Moore K. L., Barr M. L. Nuclear Morphology According to Sex in Human Tissues. // Acta Anatomica. 1954. Vol. 21. P. 197.
- Moore K. L., Barr M. L. Smears from the Oral Mucosa in the Detection of Chromosomal Sex. // The Lancet. 1955. Vol. 2. P. 57.
- Moore K. L., Barr M. L. The Sec Chromatin in Benign Tumours and Related Conditions in Man. // British Journal of Cancer[англ.]. Vol. Vol. 9. P. 246.
- Moore K. L., Graham M. A., Barr M. L. Sex Chromatin in the Freemartin. // The Anatomical Record[англ.]. Vol. 11. P. 384.
- Moore K. L. The Sex Chromatin Cells of Human Benign Tumours. // The Anatomical Record[англ.]. 1955. Vol. 121. P. 384.
- Moore K. L. The Sex Chromatin in Cells of Human Malignant Tumours. // The Anatomical Record[англ.]. 1956. Vol. 124. P. 384.
- Moore K. L., Barr M. L. The Sex Chromatin in Human Malignant Tissues. // British Journal of Cancer[англ.]. 1957. Vol. 11. P. 384.
- Moore K. L., Graham M. A., Barr M. L. The Sex Chromatin of the Bovine Freemartin. // The Anatomical Record[англ.]. Vol. 127. P. 284.
- Barr M. L., Moore K. L. Chromosomes, Sex Chromatin and Cancer. // Canadian Cancer Conference / R. W. Begg, ed. — New York: Academic Press Inc. Vol. 2.
- Moore K. L., Aiyede A. O. Sex Chromatin in Mammalian Cells. // The Anatomical Record[англ.]. 1958. Vol. 130. P. 431.
- Moore K. L., Edwards C. H. C. Recent Developments Concerning the Criteria of Sex and Possible Legal Implication. // Manitoba Bar News. Vol. 31. P. 101.
- Moore K. L. Frequency of Sex Reversal in the Newborn. // Modern Medicine, 28.756.
- Moore K. L., Edwards C. H. C. Medico-Legal Aspects of Intersexuality: Criteria of Sex, Part I. // Canadian Medical Association Journal[англ.], Part II, Vol. 82 P. 756.
- Moore K. L. Sex, Intersex, and the Chromatin Test. // Modern Medicine of Canada. Vol. 15. P. 71.
- Moore K. L. A Proposed Classification of Intersexuality. // Proceedings of the Canadian Federation of Biological Societies. Vol. 3. P. 39.
- Moore K. L., Hyrniuk W. Sex Diagnosis of Early Human Abortions by Chromatin Method. // Manitoba Medical Review. Vol. 40. P. 185.
- Moore K. L. The Sex Chromatin: Its Discovery and Variations in the Animal Kingdom. // Acta Cytologica. 1961. Vol. 6. P. 1.
- Moore K. L., Hay J. C. Sexual Dimorphism of Intermitotic Nuclei of Birds. // The Anatomical Record[англ.]. Vol. 139. P. 315.
- Hay J. C., Moore K. L. Sex Chromatin In Various Mammals. // The Anatomical Record[англ.]. Vol. 40. P. 497.
- Moore K. L. The Genetics of Sex Determination and Sex Differentiation in Man: Historical Review and Discussion of New Ideas. // Manitoba Medical Review, 1962. Vol. 40. P. 497.
- Moore K. L., Dwornik J. J. Congenital Defects Produced in the Rat by Thalidomide. // The Anatomical Record[англ.], 1964. Vol. 148. P. 313.
- Moore K. L. Chromatin Patterns in Various Rodents, with Special Reference to Sexual Dimorphism in Interphase Nuclei. // Acta Anatomica. 1965. Vol. 61. P. 488.
- Moore K. L. Nuclear Morphology in Rodent Tissues, with Special Reference to Chromatin Patterns. // The Anatomical Record[англ.]. 1965. Vol. 151. P. 389.
- Dwornik J. J., Moore K. L. “Sexual Malformations in the Hotzman Rat Embryo Following the Administration of Thalidomide. // The Anatomical Record[англ.]. 1965. Vol. 151. P. 389.
- Moore K. L. Sexual Dimorphism in Interphase Nuclei of the Lion, Felis Leo. // Canadian Journal of Zoology[англ.]. 1965. Vol. 43. P. 439.
- Moore K. L. Sex Chromosome Abnormalities and Development in Females. //Journal of American Medical Women’s Association. 1967. Vol. 22. P. 838.
- Dwornik J. J., Moore K. L. Congenital Anomalies produced in the Rat by Podophyllin. // The Anatomical Record[англ.]. 1967. Vol. 157. P. 237.
- Moore K. L. Sex Determination, Sexual Differentiation, and Intersex Development. // Canadian Medical Association Journal[англ.]. 1967. Vol. 97. P. 292.
- Moore K. L. The Sexual Identity of Athletes. // Editorial in the Journal of the American Medical Association. 1968. Vol. 163. P. 174.
- Daniels E., Moore K. L. A technique for Studying Self-Disaggregation and SelfReaggregation of Embryonic Tissue. // The Anatomical Record[англ.]. 1969. Vol. 163. P. 174.
- Hannah, R. S.,  Moore K. L. Effects of Fasting and Insulin on Skeletal Development in Rats. // Teratology. Vol. 6. P.215.
- Gee P. A., Moore K. L. Chromatin Patterns in Fishes with Emphasis on Sexual Dimorphism. // Canadian Journal of Zoology[англ.]. 1970. Vol. 48. P. 1283.
- Hannah R. S., Moore K. L. Effects of Fasting and Insulin on Skeletal Development in Rats. // The Anatomical Record[англ.]. Vol. 166. P. 314.
- Hannah R. S., Moore K. L. Effects of Fasting and Insulation on Skeletal Development in Rats. // Teratology. 1971. Vol. 4. P. 135.
- Dzajkowski S., Ray M., Moore K. L. A Direct Analysis of Early Chick Embryonic Neuroepithelial Responses Following Exposure to EDTA. // Teratology. 1972. Vol. 6. P. 215.
- Persaud T. V. N., Moore K. L. Inhibitors of Prostaglandin Synthesis and Fetal Development. // The Lancet. 1973. Vol. 1. P. 93.
- Moore K. L. Book review of Development Nephrology by W.W. McCrory, Harvard University Press. // The New England Journal of Medicine. 1973. Vol. 289. P. 750.
- Moore K. L. Sex Determination: Normal and Abnormal Sexual Development. // Journal of Obstetrical, Gynecological and Neonatal Nursing[англ.]. 1973. Vol. 3. P. 61.
- Persaud T. V. N., Mann R. R., Moore K. L. Teratological Studies with Prostaglandin E2 in Chick Embryos. // Prostaglandin. 1973. Vol. 4. P. 343.
- Mann R. A., Moore K. L., Persaud T. V. N. “Limitations in use of the Early Chick Embryo as a Teratological Tool. // Teratology. 1973. Vol. 22. P. 215.
- Persaud T. V. N., Moore K. L. Causes and Prenatal Diagnosis of Congenital Anomalies. // Journal of Obstetrical, Gynecological and Neonatal Nursing[англ.]. 1974. Vol. 3. P. 50.
- Persaud T. V. N., Moore K. L. Inhibitors of Prostaglandin Synthesis and Fetal Development. // The Lancet. Vol. 1. P. 93.
- Jackson, C. W., Persaud T. V. N., Moore K. L. Prostaglandin A1 Effects on Pregnancy and Fetal Development in Rats Following Intrauterine Administration. // The Anatomical Record[англ.]. 1974. Vol. 173. P. 349.
- Bennet R. W., Persaud T. V. N., Moore K. L. Teratological Studies with Aluminum in the Rat. // Teratology. 1974. Vol. 9. P. 14.
- Persaud T. V. N., Moore K. L. Inhibitors of Protaglandin Synthesis During Pregnancy. // Anatomischer Anzeiger[англ.]. 1974. Vol. 136. P. 349.
- Bennet R. W., Persaud T. V. N., Moore K. L. Experimental Studies on the Effects of Aluminum on Pregnancy in Rats. // Anatomischer Anzeiger[англ.]. 1975. Vol. 138. P. 365.
- Persaud T. V. N., Moore K. L. Terogenicity of Indomethacin in Mice. // Proceedings of 10th International Congress of Anatomists, Tokyo. 1975.
- Mathhews G., Persaud T. V. N., Moore K. L.,  Mann, R.A. “Teratological Studies with Prostaglandin F2 in the Chick. // The Anatomical Record[англ.]. 1975. Vol. 181. P. 537.
- Moore K. L. “The Embryological Basis of Congenital Defects.” //  The Scientific Basics of Plastic Surgery. / Vistes, L. and Kernahan, D. (eds.). — Philadelphia: Little, Brown and Company, 1976
- Daniels E., Moore, K. L. Early Chick Neuroretinal Responses Following direct exposure to Methotrexate. // Journal of Morphology. 1976. Vol. 150. P. 307.
- Moore K. L. A Scientist’s Interpretation of References to Embryology in the Qu’ran. // Journal of Islamic Medical Association. 1987. Vol. 18. P. 15—16.
- Moore K. L. Anatomical/Clinical Terminology. // Clinical Anatomy[англ.]. 1988. Vol. 1. P. 1.
- Moore K. L. Meaning of Normal // Clinical Anatomy[англ.]. 1989. Vol. 2. P. 235.
- Spinner R. J., Moore K. L., Gottfried M. R., Lowe J. E., Sabiston Jr. David C. Thoracic Intrathymic Thyroid. // Annals of Surgery[англ.]. 1994. Vol. 220. P. 91.
- Moore K. L. Muscles and Ligaments of the Back. // Clinical Anatomy and Management of Low Pack Pain. / Eds. Giles L. G. F., Singer K. — Oxford: Butterworth Heinemann, 1997.

### Научная редакция
- Moore K. L. (ed.) The Sex Chromatin. Philadelphia: W.B. Saunders Company, 1966. 474 p.

## Фильмы
- Moore K. L. Highlights of Reproduction and Prenatal Development, 16mm colour folm. Dallas: Teaching Films Inc., 1977. 22 min.
- Moore K. L. Formation of Sex Cells and Chromosome Abnormalities Part 1, 16 mm colour film. Dallas: Teaching Films, Inc., 1979. 22 min.
- Moore K. L. The Placenta and Fetal Membranes. Colour video. University of Toronto: Instructional Media Services. 1979. 22 min. (также на французском языке).
- Moore K. L. Formation of Sex Cells and Chromosome Abnormalities Part II. 16 mm colour film. Dallas: Teaching Films, Inc., 19080. 22 min.
- Moore K. L. Formation, Cleavage, and Implantation of Embryos, 26 mm color film. Dallas: Teaching Films, Inc., 1980. 22 min.